# Кверча Омпизо (Пескара)
Кверча Омпизо (итал. Quercia Ompiso) је насеље у Италији у округу Пескара, региону Абруцо.
Према процени из 2011. у насељу је живело 153 становника. Насеље се налази на надморској висини од 174 м.